# Franciszek Hutten-Czapski
Franciszek Eustachy Ansgary Hutten-Czapski (ur. 20 września 1873 w Cerekwicy Starej, zm. 26 lipca 1953 w Gnieźnie) – polski ziemianin, pierwszy starosta wrzesiński w odrodzonej Polsce (1918–1921).

## Życiorys
Pochodził z rodziny Hutten-Czapskich, pieczętującej się herbem Leliwa. Urodził się w rodzinie Bolesława Ignacego Jakuba (1840–1907) i Marii ze Skórzewskich h. Drogosław (1838–1902). Był bratem Marii (1868–1942), Heleny Anastazji Aleksandry (1870–1870) i Ludwiki Marii Anastazji (1871–1925). Ukończył Gimnazjum im. Marii Magdaleny w Poznaniu i zdał w 1893 maturę. Studiował prawo na uniwersytetach w Berlinie, Kolonii i Monachium. Podczas pobytu w Berlinie uczestniczył w poczynaniach patriotycznych Polonii, która skupiła się głównie w szeregach Towarzystwa Gimnastycznego „Sokół”. Po skończeniu studiów zwiedził wiele państw razem z księciem Witoldem Czartoryskim – prawnukiem księcia Adama Kazimierza Czartoryskiego. Po nagłej śmierci ojca musiał przerwać podróże i objąć pieczę nad majątkiem w Bardzie koło Wrześni. 
24 listopada 1918 na wiecu we Wrześni został wybrany przewodniczącym Prezydium Powiatowej Rady Ludowej i delegatem na Polski Sejm Dzielnicowy w Poznaniu. Po wybuchu powstania wielkopolskiego 28 grudnia 1918 został ustanowiony starostą wrzesińskim, który to urząd pełnił do lipca 1921. Był członkiem Wielkopolskiej Izby Rolniczej w Poznaniu. W 1939 hitlerowcy wysiedlili go wraz z całą rodziną z Barda k. Wrześni do Generalnego Gubernatorstwa. Po wojnie zamieszkał w Gnieźnie. Pozbawiony majątku, znajdował się w trudnej sytuacji materialnej. Zmarł 26 lipca 1953. Pochowany na cmentarzu w Bardzie koło Wrześni. 

## Życie osobiste
29 stycznia 1924 zawarł związek małżeński z Anną z Broekere’ów h. wł. (1899–1946) – krewną włoskiego bankiera Ettore Melisa. Z tego związku miał dwójkę dzieci: Tomasza (1930–1994) i Marię (1931–2008).

## Ordery i odznaczenia
- Krzyż Kawalerski Orderu Odrodzenia Polski (28 kwietnia 1926)[3]
- Komandor II klasy Orderu Medżydów (Turcja)
- Komandor Orderu Lwa i Słońca (Persja)[4]

## Upamiętnienie
We Wrześni pierwszego starostę w odrodzonej Polsce upamiętnia ulica Franciszka Czapskiego, odchodząca na północ od ulicy Kosynierów.